# 鹵煮火焼

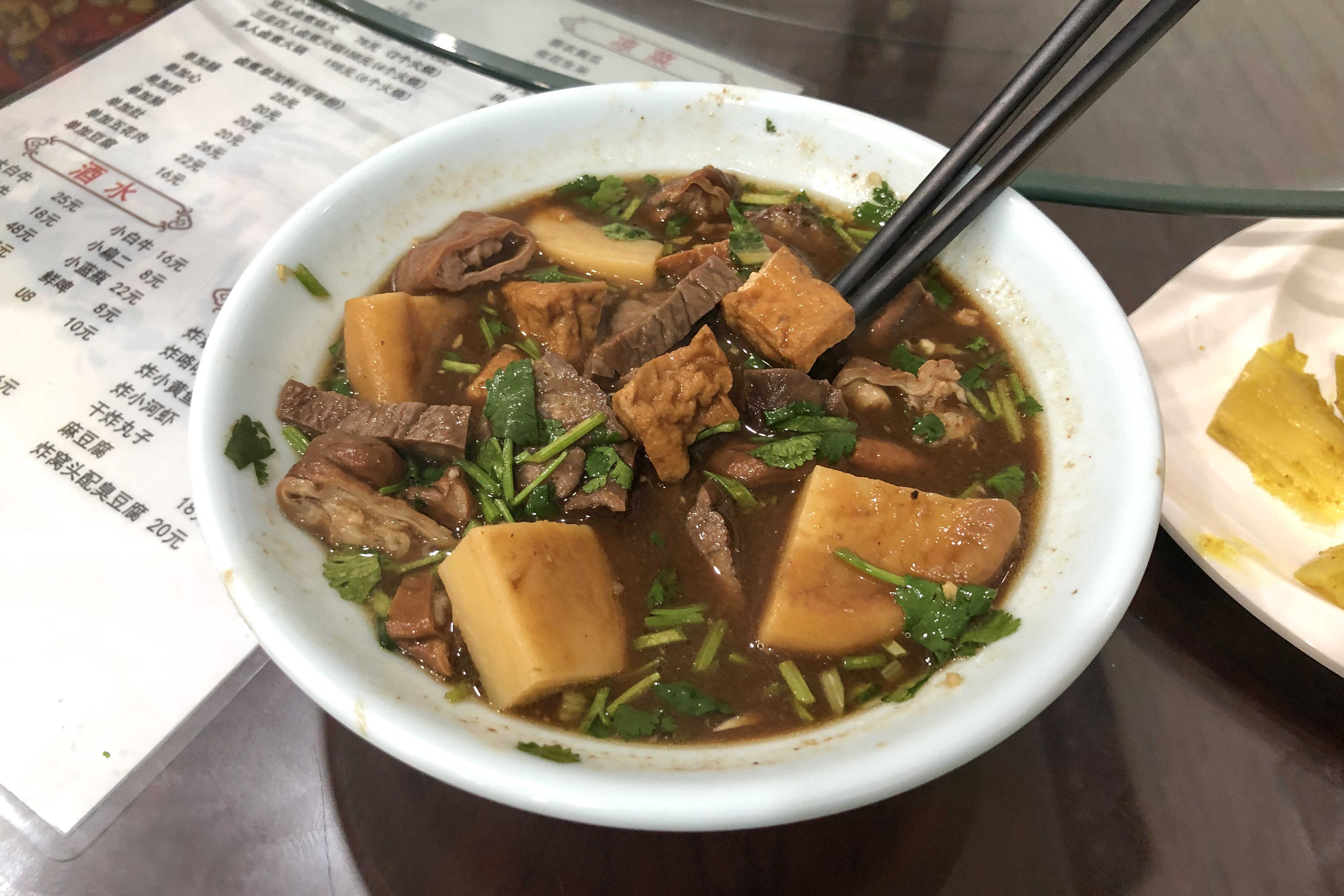
鹵煮火焼の例

鹵煮火焼（ルージュウフォシャオ、ルーヂュウフォーシャオ）は、北京料理の一種。豚モツの煮込み料理である。

## 概要
北京の伝統的な軽食のひとつである。
「鹵煮」は、醤油ベースの調味料である「滷水」で肉や野菜を長時間煮込む調理法を指す。
「火焼」は、小麦粉が原料の餅、固いパンの意である。「火焼」の食感は日本のすいとんやちくわぶにも似る。「火焼」は発酵させずに焼くため固いが、北京では固いほうが好まれる。固い「火焼」が椀のなかで熱いスープを吸って、外側は軟らかくなり、内側がまだ固いとという状態は北京の人々の食欲をそそるものである。
豚モツとしては胃、小腸、大腸、肺などが使用される。豚モツの臭み消しとして八角などの香辛料、豆豉や腐乳が使われる。
飲食店では、大鍋で煮ており、そこから取り出した豚モツは細かく切り、「火焼」は角切りにし、豆腐は三角に切って椀に盛り付ける。揚げ豆腐のスライス、滷水、ニンニク汁、香菜などの加えて食する。

## 歴史
現在の北京市の南横街で誕生した料理で、「庶民の味」として各地に広まった料理である。
江蘇省蘇州市の料理人・張東官が宮廷料理として提供していた「蘇造肉」と言う料理が原型である。蘇造肉は豚ばら肉を用いる料理であったが、1870年代に豚肉価格が高騰したことに伴って、豚の頭肉や内臓肉を代用品として使用するようになった。この料理が民間人の間でアレンジされて広まったのが鹵煮火焼の始まりと言われている。